# Karl Ernst Georges
Karl Ernst Georges (født 26. december 1806 i Gotha, død 27. august 1895 sammesteds) var en tysk klassisk filolog.
Georges studerede i Göttingen og Leipzig. Han blev 1839 lærer ved realgymnasiet i Gotha. I 1856 trak han sig tilbage for udelukkende at hellige sig til leksikografiske arbejder. Hans hovedværk er: Lateinisch-Deutsches Handwörterbuch, oprindelig en bearbejdelse af Schellers værk, i de senere oplag (1879—81) et ganske selvstændigt arbejde; i sin tid almindelig anerkendt som den bedste latinske håndordbog. Endvidere må nævnes Deutsch-Lateinisches Handwörterbuch (2 bind, 7. oplag 1882), Lexikon der lateinischen Wortformen (1890) og en omarbejdelse af Schellers Lateinisches Wörterbuch in etymologischer Ordnung (1840).